# Greg Collins (football américain)
(en) Statistiques sur pro-football-reference
Gregory Vincent Collins (né le 8 décembre 1952 à Troy) est un joueur de football américain et acteur américain.

## Carrière de footballeur

### Université
Collins étudie à l'université de Notre Dame, jouant avec les Fighting Irish dans l'équipe de football américain.

### Professionnel
Greg Collins est sélectionné au second tour du draft de la NFL de 1975 par les 49ers de San Francisco. Pour sa première saison, il entre au cours de quatorze matchs mais la franchise de San Francisco le libère de tout contrat. Il signe la saison suivante avec les Seahawks de Seattle mais là non plus il n'arrive à obtenir une place de titulaire, cirant le banc. Après s'être retrouvé agent libre, il signe en 1977 avec les Bills de Buffalo et entre au cours de onze match. Il met un terme à sa carrière après cette saison.